# Nueva Atlantis
Nueva Atlantis is een plaats in het Argentijnse bestuurlijke gebied Partido de la Costa in de provincie Buenos Aires. De plaats telt Menos de 100 inwoners.